# 2MASS J03090888-1949387
2MASS J03090888-1949387 ist ein Brauner Zwerg im Sternbild Eridanus. Er wurde 2000 von J. Davy Kirkpatrick et al. entdeckt. Er gehört der Spektralklasse L4,5 an.